# Miss Brésil 1957
Miss Brésil 1957, 4e élection de Miss Brésil, s'est déroulée le 22 juin 1957 à l'hôtel Quitandinha de Petrópolis. La gagnante, Terezinha Morango succède à Maria José Cardoso, Miss Brésil 1956.

## Classement final
| Titre                                               | Candidates                              |
| --------------------------------------------------- | --------------------------------------- |
| Miss Brésil 1957 - 1re dauphine à Miss Univers 1957 | - Amazonas - Terezinha Morango          |
| 1re dauphine                                        | - Minas Gerais - Maria Dorotéia Antunes |
| 2e dauphine                                         | - Rio Grande do Sul - Sandra Hervé      |
| 3e dauphine                                         | - Ceará - Lia Píres de Castro           |
| 4e dauphine                                         | - Paraná - Karin Japp                   |

## Candidates
| Numéro | État                | Nom                     |
| ------ | ------------------- | ----------------------- |
| 1      | Alagoas             | Rosa Lúcia Pacheco      |
| 2      | Amazonas            | Terezinha Morango       |
| 3      | Bahia               | Sônia Rocha             |
| 4      | Ceará               | Lia Guimarães           |
| 5      | Espírito Santo      | Lygia Maria Bonfim      |
| 6      | Goiás               | Marta Leão Pinkowska    |
| 7      | Guanabara           | Lêda Brandão Rau        |
| 8      | Maranhão            | Malvina Maria Martins   |
| 9      | Minas Gerais        | Maria Dorotéia Antunes  |
| 10     | Pará                | Tereza Catarina Morais  |
| 11     | Paraíba             | Maria Zélia de Almeida  |
| 12     | Paraná              | Karin Japp              |
| 13     | Pernambouc          | Zayra Moreira Pimentel  |
| 14     | Piauí               | Chloris Maria Guimarães |
| 15     | Rio de Janeiro      | Cylis Píres da Rocha    |
| 16     | Rio Grande do Norte | Maria do Socorro        |
| 17     | Rio Grande do Sul   | Sandra Hervé            |
| 18     | Santa Catarina      | Terezinha Dutra         |
| 19     | São Paulo           | Lúcia de Carvalho       |
| 20     | Sergipe             | Maria Helena Morais     |

## Observations